# اصغر آراسته
اصغر آراسته (۱۳۳۲ در قصر شیرین - شهریور ۱۳۶۷ در کرج)، معلم و فعال سیاسی مارکسیست، عضو سازمان فداییان خلق ایران (اکثریت) و مسئول تشکیلات این سازمان در قصر شیرین بود که در جریان اعدام زندانیان سیاسی در تابستان ۱۳۶۷ توسط جمهوری اسلامی اعدام شد.

## زندگی
اصغر آراسته در سال ۱۳۳۲ در قصرشیرین در استان کرمانشاه به دنیا آمد. پس از پایان تحصیلات متوسطه آموزگار روستاهای قصرشیرین شد. وی در انقلاب بهمن از پیشروان مبارزه علیه حکومت محمدرضا پهلوی در منطقهٔ غرب استان کرمانشاه بود.
وی که عضو سازمان چریک‌های فدایی خلق ایران بود، پس از انشعاب این سازمان، فعالیت خود را در سازمان فداییان خلق ایران (اکثریت) در ستاد این سازمان در قصر شیرین ادامه داد. آراسته همچنین به همراه چند معلم چپ‌گرای دیگر کانون معلمان قصرشیرین را بنیان گذارد. وی در سال ۱۳۵۸ دستگیر و در پادگان سرپل ذهاب تحت شکنجه قرار گرفته و به اعدام محکوم شد، اما حکم اعدام او توسط صادق خلخالی با اعتراضات گستردهٔ مردم لغو شد.
در جریان شورش در کردستان ایران در سال ۱۹۷۹، آراسته مسئولیت جمع‌آوری کمک‌های مردم قصرشیرین برای مردم کُرد در شهرهای جنگ‌زده را برعهده داشت. آراسته پس از تخریب شهر قصر شیرین در شهریور سال ۱۳۵۹ در روزهای آغازین جنگ ایران و عراق به همراه دیگر ساکنان این شهر، به شهر کرمانشاه آمد و تلاش کرد با حفظ ارتباطش با سازمان فداییان خلق ایران (اکثریت) در این شهر به فعالیت سیاسی بپردازد.
آراسته به سبب وضعیت منطقهٔ کرمانشاه در سال‌های جنگ، در سال ۶۲ راهی تهران شد و در کارخانه‌های اطراف تهران و کرج مشغول به کارگری شد. در سال ۶۵ در حالی که برای مدتی به کرمانشاه بازگشته بود، دستگیر و دو سال زندان را در زندان دیزل‌آباد کرمانشاه و زندان گوهردشت کرج گذراند. وی سرانجام در شهریور ۱۳۶۷ در جریان اعدام زندانیان سیاسی در تابستان ۱۳۶۷ در زندان گوهردشت کرج اعدام شد.